# تپه رباط خاکستری
تپه رباط خاکستری مربوط به اواسط دوران‌های تاریخی پس از اسلام است و در شهرستان تربت جام، روستای سمنگان واقع شده و این اثر در تاریخ ۵ تیر ۱۳۸۴ با شمارهٔ ثبت ۱۱۹۳۹ به‌عنوان یکی از آثار ملی ایران به ثبت رسیده است.